# 휘트니 블레이크
휘트니 블레이크(Whitney Blake, 1926년 2월 20일 ~ 2002년 9월 28일)는 미국의 배우, 영화 감독, 텔레비전 배우, 영화배우, 각본가이다.
에드거타운에서 사망하였다. 사인은 식도암이다.

## 영화
- 선셋 77번가 (1958년)
- 마이 건 이즈 퀵 (1957년) - 낸시 윌리엄스 역
- 페리 메이슨 (1957년)
- 딜론 보안관 (1955년)
- 샤이안 (1955년)
- 디즈니랜드 (1954년) - 헬렌 오웬스 역